# Young Modern
Young Modern es el quinto y último álbum de estudio de la banda de rock australiana Silverchair, lanzado el 31 de marzo de 2007. Debutó como número #1 en los ranking de Australia el 5 de abril del mismo año, y como número #8 en Nueva Zelanda.
Este álbum, consolida a la banda en su nuevo estilo de rock experimental, sinfónico y armónico, marcadamente delineado a partir de su álbum anterior Diorama.

## Lista de canciones
Todas las canciones están escritas por Daniel Johns a menos que se indique otra cosa.
1. "Young Modern Station" – 3:11 (Daniel Johns and Julian Hamilton)
2. "Straight Lines" – 4:18 (Daniel Johns and Julian Hamilton)
3. "If You Keep Losing Sleep" – 3:20
4. "Reflections of a Sound" – 4:09
5. "Those Thieving Birds (Part 1) / Strange Behaviour / Those Thieving Birds (Part 2)" – 7:26
6. "The Man That Knew Too Much" – 4:19
7. "Waiting All Day" – 4:28 (Daniel Johns and Julian Hamilton)
8. "Mind Reader" – 3:07 (Daniel Johns and Julian Hamilton)
9. "Low" – 3:48
10. "Insomnia" – 3:06
11. "All Across the World" – 4:01

### Pistas adicionales (Caras B de los sencillos o exclusivas de iTunes)
1. "English Garden" – 4:23
2. "Straight Lines (The Presets Remix)" - 3:53
3. "Barbarella" - 3:18
4. "We're Not Lonely But We Miss you" - 3:36
5. "Hide Under Your Tongue" - 3:36
6. "Sleep All Day (Demo)" - 3:16
7. "Don't Wanna Be The One (Live)" - 4:14
8. "Arrest These Orchids (Demo)" - 3:45

### Bonus DVD
1. El making del documental Young Modern
2. El videoclip "Straight Lines"

- Datos: Q2466771